# Julia Llopis Noheda
Julia Llopis Noheda   (Castelló de la Plana, 8 d'agost de 1964) és una política valenciana, diputada a les Corts Valencianes a la XI Legislatura.
Obté l'acta de regidora a l'Ajuntament d'Alacant a les eleccions de 2019 amb les llistes del Partit Popular (PP). L'alcalde Luis Barcala li encomana la regidoria d'educació i acció social amb una gestió marcada per polèmiques i enfrontaments amb l'aleshores govern d'esquerres de la Generalitat Valenciana o la gestió les escoles infantils de la ciutat. Llopis Noheda va deixar l'acta de regidora abans de finalitzar el mandat i es va passar al partit ultradretà Vox amb qui va concórrer a les eleccions a les Corts Valencianes de 2023 per la circumscripció d'Alacant i va obtindre l'escó.
Fou portaveu al País Valencià de la Confederación Católica Nacional de Padres de Familia y Padres de Alumnos i consellera del Consell Escolar de l'Estat.